# Maison Biebuyck

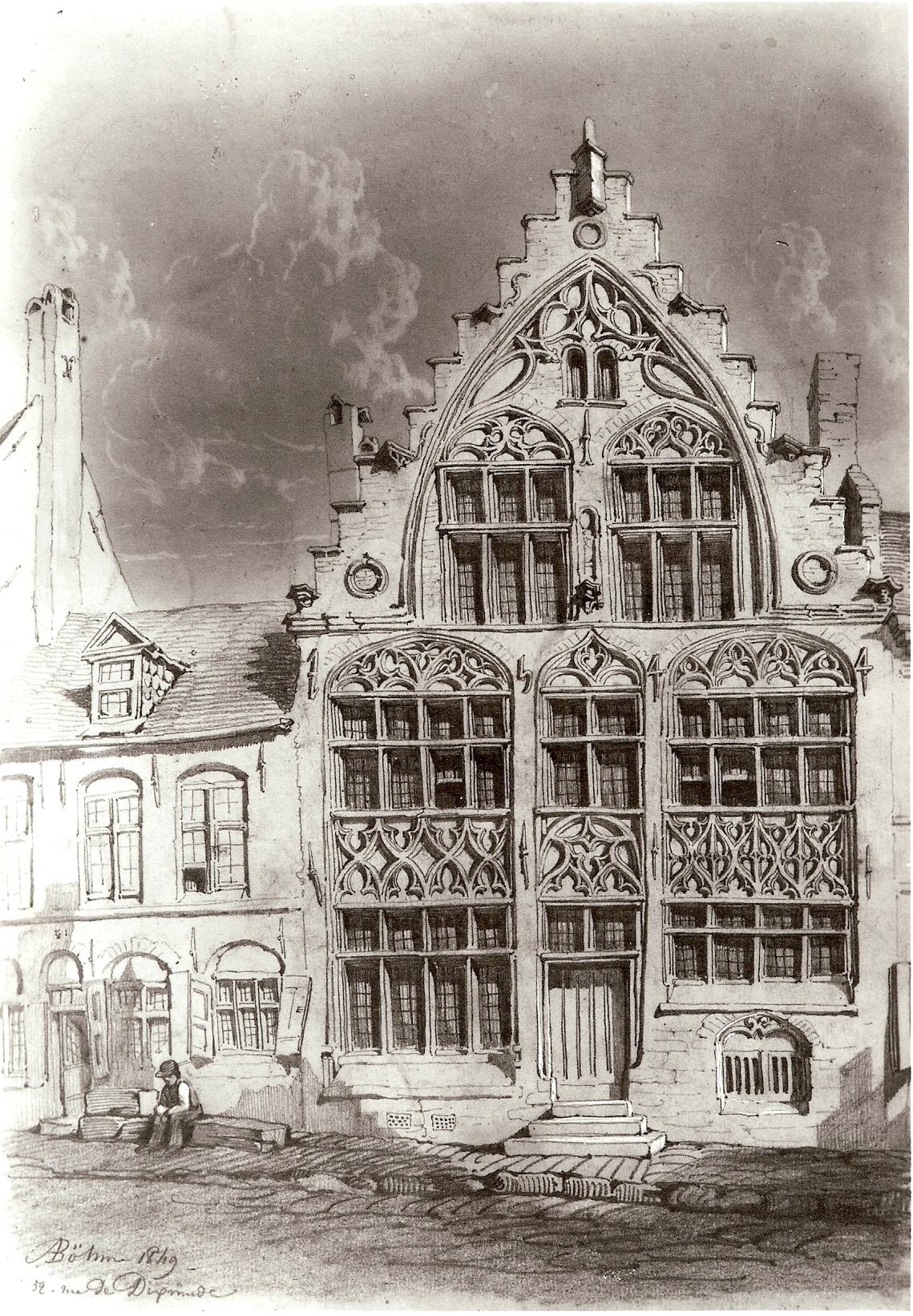
La maison Biebuyck en 1848 (selon Auguste Böhm).

La maison Biebuyck est l'un des beaux hôtels de maître anciens d'Ypres (Belgique). Située au n° 48 de la Diksmuidsestraat, elle date de 1544, et doit son nom à Pierre-Donatien Biebuyck, membre de la chambre des représentants et président du tribunal d'Ypres. Cette maison du XVIe siècle, de style gothique brabançon tardif, s'est transmise depuis plus de 300 ans par héritages successifs. Elle fut une des maisons dont la façade résista aux bombardements de la guerre 1914-1918. Les architectes Marcel et Eugène Dhuicque, avec l’appui de l’architecte de la ville Jules Coomans et l'ingénieur Eugène Biebuyck – petit-fils de celui qui donna son nom à cet hôtel de maître et échevin des travaux publics à Ypres – formaient le noyau dur de la résurrection inespérée d’Ypres. Eugène Dhuicque figure comme un des grands architectes historicisants. Le 11 mai 1983, le gouvernement flamand classa la maison Biebuyck comme monument protégé. Classement confirmé le 14 janvier 1984 au Moniteur belge.

## Présentation générale
La façade de la maison présente un gable caractéristique, au parement décoré d'arcatures hérité de la maison en charpente. Elle est considérée comme la plus riche façade de maison d'Ypres. 
La maison Biebuyck fait partie des demeures anciennes telles que Ypres en offre plusieurs, et fait également partie de celles que remarqua Victor Hugo en 1864, avec l'hôtel Merghelynck, l'hospice Sainte Godelièvre, la maison des Templiers, l'hôtel de Gand et quelques autres. 
De nos jours, la façade est flanquée de part et d'autre d'une rosace. Celle de gauche représente le soleil, celle de droite la lune. Ces symboles païens côtoient en toute harmonie un signe chrétien : une statue de la Vierge Marie avec l'enfant, placé au centre du pignon. On la doit au sculpteur gantois A. De Beule. Depuis 1921, elle remplace celle qui a été endommagée par les bombardements.

## Place parmi les maisons d'Ypres
Jusqu'au XIXe siècle, la ville d'Ypres a gardé la plus belle série de maisons en bois de Belgique, qui ne sont plus guère connues aujourd'hui que par les dessins de M. Boehm. Les maisons de pierre ont souvent imité par leur pignon de maçonnerie le grand gâble trilobé qui découpe le triangle du pignon en charpente de ces maisons de bois.
Si la façade de la maison Biebuyck, située dans la Diksmuidsestraat, est incontestablement la plus riche des façades à pignon d'Ypres, elle est cependant d'un type un peu étranger à la ville, et dénote une influence brugeoise,. Sa valeur touristique est reprise en 1928 dans la vingtième édition du guide Bædeker.